# Albrecht II. (Österreich)

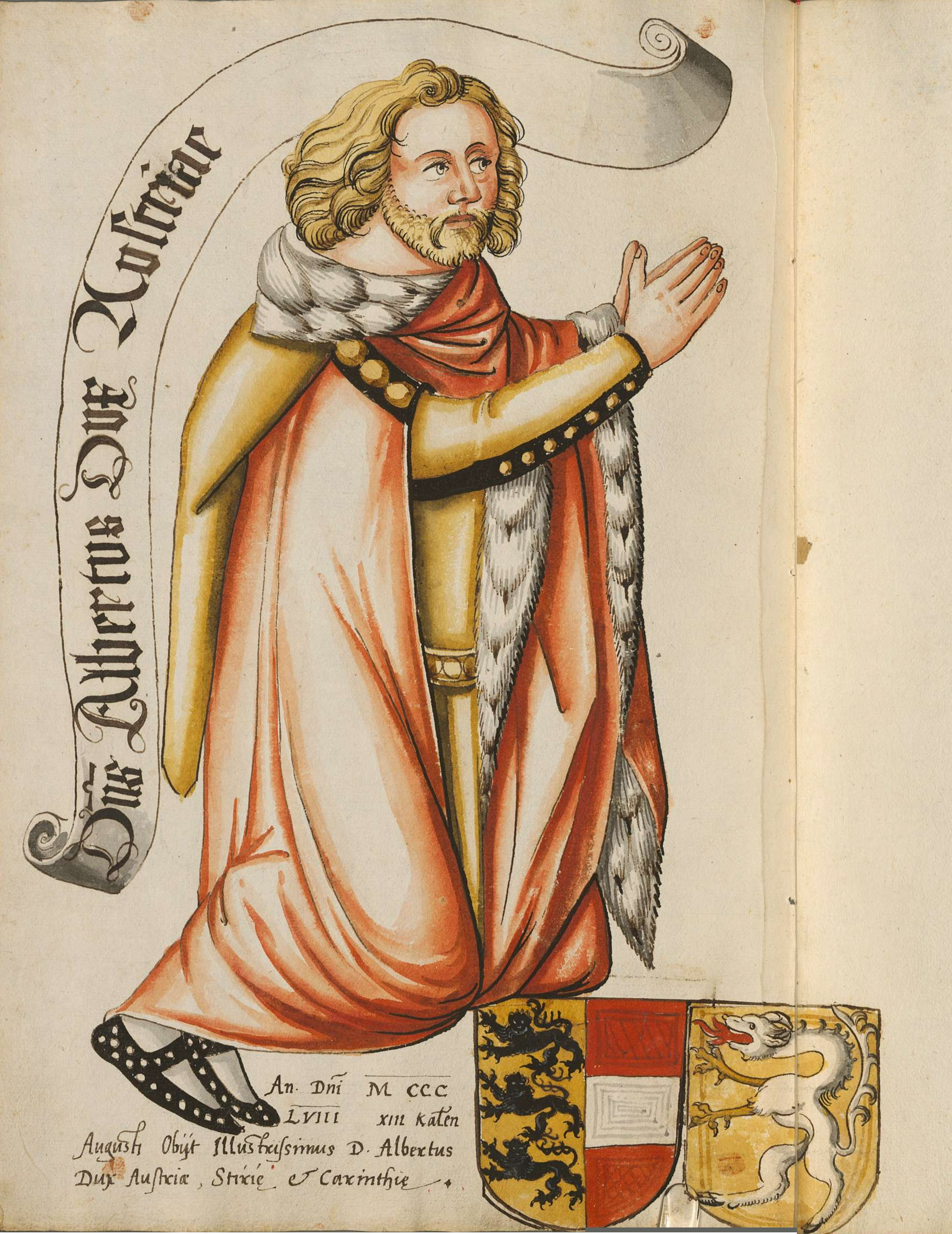
Albrecht II. von Habsburg (in einer Handschrift um 1560)

Albrecht II. von Österreich, genannt der Weise oder der Lahme (* 12. Dezember 1298 auf der Habsburg; † 20. Juli 1358 in Wien), war Herzog von Österreich und Herzog der  Steiermark (1330 – 1358) sowie  Herzog von Kärnten (1335 – 1358), Herr von Krain und Herr der Österreichischen Vorlande.

## Leben
Albrecht von Habsburg, VI. des Namens, als Herzog von Österreich Albrecht II., wurde als Sohn des römisch-deutschen Königs Albrecht (V. von Habsburg, I. als deutscher König) am 12. Dezember 1298 geboren. Ursprünglich für den geistlichen Stand bestimmt, wurde er 1313 noch minderjährig in einer bedenklichen Wahl, was zu dieser Zeit allerdings durchaus üblich war, durch einzelne Domherren ins Passauer Bischofsamt gewählt, geriet aber im Konflikt mit dem Gegenelekten Gebhard von Walsee in eine Pattsituation, musste 1317 schließlich verzichten und wandte sich von der geistlichen Laufbahn ab. Er gelangte gemeinschaftlich mit seinem jüngsten Bruder Otto 1330 an die Regierung aller habsburgisch-österreichischen Länder. Diese vermehrte er durch die Güter seiner Gemahlin Johanna von Pfirt (Grafschaft Pfirt und einige Städte).
Ferner setzte Albrecht seine Ansprüche auf Kärnten gegen Johann von Böhmen durch, nachdem Heinrich, der Letzte der Görz-Tiroler Meinhardiner, starb.
Albrechts hohes Ansehen in Europa beweist der Umstand, dass ihn nicht nur Papst Benedikt XII. 1335 zur Vermittlung der Aussöhnung Kaiser Ludwigs mit der Kirche aufforderte, sondern auch König Philipp VI. von Frankreich 1337 um seine Hilfe gegen Kaiser Ludwig und König Eduard von England bat.
Am 2. Mai 1335 übertrug Kaiser Ludwig der Bayer in Linz den Brüdern Albrecht und Otto (dem Fröhlichen), der über Elisabeth der Schwager Heinrichs war, die Herzogtümer Kärnten und Krain als Reichslehen.
In der Folge blieb der Herzog dem Kaiser bis zum Tode unverbrüchlich treu und war später auch mit dessen Sohn Ludwig dem Brandenburger eng verbündet. Nach der zweiten Belagerung Zürichs durch Albrecht kam es durch die Vermittlung Ludwigs zwischen den Konfliktparteien am 1. September 1352 zu dem nach ihm benannten Friedensabkommen.
Über die Erbfolge in den österreichischen Ländern gab er noch Gesetze (die Albertinische Hausordnung), die zwar nach seinem Tod unbeachtet blieben, aber vom Kaiser Maximilian wieder erneuert wurden und in die Pragmatische Sanktion eingegangen sind, so dass sie bis 1918 Staatsgrundgesetz in Österreich blieben. Die Steiermark verdankt ihm ihre Verfassung, das Bergbüchel; ebenso Kärnten. Unter seiner Herrschaft wurden die Bauarbeiten am gotischen Chor des Stephansdomes wieder aufgenommen, weshalb man vom Albertinischen Chor spricht.
Über die Ursache seiner zeitweiligen Lähmung gibt es nur Vermutungen, meist wird eine polyarthritische Erkrankung genannt. Sie hinderte ihn aber nicht daran, mehrere Kinder zu zeugen, darunter mindestens vier Söhne. Als er am 20. Juli 1358 starb, wurde der älteste Sohn Rudolf der Stifter sein Nachfolger als Hausältester, als Regenten folgen laut dem Hausvertrag aber alle zu der Zeit lebenden Söhne, also auch Albrecht mit dem Zopf und Leopold der Gerechte völlig gemeinschaftlich – die beiden letzteren Söhne vereinbarten nach Rudolfs Tod im Vertrag von Neuberg 1379 eine Trennung unter sich, womit der ambitionierte Versuch einer vom Primogenitur-Prinzip wie auch der Realteilung abweichenden Nachfolgeregelung als gescheitert angesehen werden kann: Das Haus zerfällt dann zeitweise überhaupt in zwei Linien nach diesen Söhnen (Albertiner, Leopoldiner), die erst von Friedrich III. 1490 überwunden wird.
Albrecht wurde in der von ihm gestifteten Kartause Gaming bestattet.

## Ehe und Nachkommen
Albrecht heiratete 1324 in Wien die Erbgräfin Johanna von Pfirt; Kinder:
1. Rudolf IV. (1339–1365) ⚭ 1353 Katharina von Böhmen (1342/43–1395)
2. Katharina (1342–1381), Äbtissin in Wien
3. Margarethe (1346–1366) ⚭ (I.) 1359 Meinhard III. von Tirol (1344–1363); ⚭ (II.) 1364 Johann Heinrich von Mähren (1322–1375)
4. Friedrich III. (1347–1362), Herzog von Österreich
5. Albrecht III. (1348–1395) ⚭ (I.) 1366 Elisabeth von Luxemburg (1358–1373); ⚭ (II.) 1375 Beatrix von Nürnberg (1360–1414)
6. Leopold III. (1351–1386) ⚭ 1365 Viridis Visconti (um 1350–1414)

Weitere fünf Kinder des Ehepaars wurden vor 1337 entweder tot geboren oder starben namenlos kurz nach der Geburt. Beigesetzt sind sie alle in der Herzogsgruft im Stephansdom.

## Ahnentafel
| Ahnentafel von Albrecht II | Ahnentafel von Albrecht II                                                 | Ahnentafel von Albrecht II                                                 | Ahnentafel von Albrecht II                                                 | Ahnentafel von Albrecht II                                                 | Ahnentafel von Albrecht II                                                 | Ahnentafel von Albrecht II                                                 | Ahnentafel von Albrecht II                                                 | Ahnentafel von Albrecht II                                                 |
| -------------------------- | -------------------------------------------------------------------------- | -------------------------------------------------------------------------- | -------------------------------------------------------------------------- | -------------------------------------------------------------------------- | -------------------------------------------------------------------------- | -------------------------------------------------------------------------- | -------------------------------------------------------------------------- | -------------------------------------------------------------------------- |
| Urgroßeltern               | Graf Albrecht IV. (1188–1239) ⚭ 1217 Heilwig von Kyburg (1192–1260)        | Graf Albrecht IV. (1188–1239) ⚭ 1217 Heilwig von Kyburg (1192–1260)        | Burchard III. von Hohenberg (1200–1253) ⚭ Mechtild von Tübingen            | Burchard III. von Hohenberg (1200–1253) ⚭ Mechtild von Tübingen            | Meinhard von Görz (1193/94–1258) Adelheid von Tirol (1218–1279)            | Meinhard von Görz (1193/94–1258) Adelheid von Tirol (1218–1279)            | Herzog Otto von Bayern (1206–1253) ⚭ 1222 Agnes von Welfen (1201–1267)     | Herzog Otto von Bayern (1206–1253) ⚭ 1222 Agnes von Welfen (1201–1267)     |
| Großeltern                 | König Rudolf (1218–1291) ⚭ 1253 Gertrud von Hohenberg (1230/1235–1281)     | König Rudolf (1218–1291) ⚭ 1253 Gertrud von Hohenberg (1230/1235–1281)     | König Rudolf (1218–1291) ⚭ 1253 Gertrud von Hohenberg (1230/1235–1281)     | König Rudolf (1218–1291) ⚭ 1253 Gertrud von Hohenberg (1230/1235–1281)     | Graf Meinhard II. (1239–1295) ⚭ 1259 Elisabeth von Bayern (1227–1273)      | Graf Meinhard II. (1239–1295) ⚭ 1259 Elisabeth von Bayern (1227–1273)      | Graf Meinhard II. (1239–1295) ⚭ 1259 Elisabeth von Bayern (1227–1273)      | Graf Meinhard II. (1239–1295) ⚭ 1259 Elisabeth von Bayern (1227–1273)      |
| Eltern                     | König Albrecht (1255–1308) ⚭ 1274 Elisabeth von Görz und Tirol (1262–1313) | König Albrecht (1255–1308) ⚭ 1274 Elisabeth von Görz und Tirol (1262–1313) | König Albrecht (1255–1308) ⚭ 1274 Elisabeth von Görz und Tirol (1262–1313) | König Albrecht (1255–1308) ⚭ 1274 Elisabeth von Görz und Tirol (1262–1313) | König Albrecht (1255–1308) ⚭ 1274 Elisabeth von Görz und Tirol (1262–1313) | König Albrecht (1255–1308) ⚭ 1274 Elisabeth von Görz und Tirol (1262–1313) | König Albrecht (1255–1308) ⚭ 1274 Elisabeth von Görz und Tirol (1262–1313) | König Albrecht (1255–1308) ⚭ 1274 Elisabeth von Görz und Tirol (1262–1313) |
| Albrecht II (1298–1358)    |                                                                            |                                                                            |                                                                            |                                                                            |                                                                            |                                                                            |                                                                            |                                                                            |